# Huadian (köpinghuvudort i Kina, Jilin Sheng, lat 41,30, long 125,78)
Huadian är en köpinghuvudort i Kina. Den ligger i provinsen Jilin, i den nordöstra delen av landet, omkring 290 kilometer söder om provinshuvudstaden Changchun. Antalet invånare är 12 548. Befolkningen består av 6 128 kvinnor och 6 420 män. Barn under 15 år utgör 12,0 %, vuxna 15-64 år 78 %, och äldre över 65 år 8,0 %.
Runt Huadian är det ganska tätbefolkat, med 60 invånare per kvadratkilometer. Närmaste större samhälle är Qinghe, 20,0 km nordost om Huadian. I omgivningarna runt Huadian växer i huvudsak blandskog.
Genomsnittlig årsnederbörd är 1 244 millimeter. Den regnigaste månaden är juli, med i genomsnitt 394 mm nederbörd, och den torraste är januari, med 9 mm nederbörd.